# هنري فرانسوا دو روسيل
هنري فرانسوا دو روسيل (1748-1812) (بالإنجليزية: Henri François Anne de Roussel)‏ هو عالم نبات وعالم فطريات فرنسي.